# Узбек (атабек)
Музаффар ад-Дин Узбек (? — 1225) — последний правитель Государства Ильдегизидов из одноимённой тюркской династии.

## Правление
Вступив на престол, атабек Узбек практически являлся марионеткой в руках феодалов, а предпринятый им неудачный поход на Ирак-и Аджам и нашествие монголов ещё более ухудшили его положение. Из-за 3-й атаки монголов на Тебриз во время этого нашествия бежал в Нахичевань. Однако и после 3-й атаки город сумел откупиться.
В 1223 году вместе с атабеком Яганом Тайси выступил против его племянника, сына хорезмшаха Мухаммеда Гийас ад-Дин Пир-шаха, но они были разбиты; c остатками воинов вернулся в Азербайджан.
Фактическим правителем страны была жена Малика, дочь султана Тогрул ибн Арслан-шаха, а сам правитель развлекался азартными играми и пировал. При взятии Тебриза его жена попала в плен и была отправлена в Хой, став позднее женой Джелал-ад-Дина при живом муже.
Из-за атаки старшего сына хорезмшаха Мухаммеда Джелал ад-Дина на Марагу Узбек бежал в Тебриз, а после взятия города в Гянджу. После захвата города укрылся в крепости Алиджан-кала. Воины Джелал-ад-Дина грабили земли и Узбек отправил посла с просьбой прекратить:«Я ничего не позволял такого своим людям и прошу тебя удержать руки [твоих воинов], шарящие в этих округах»
Умер в крепости Алиджан-кала спустя несколько дней от жара, узнав о бракосочетании жены с Джелал-ад-Дином.
В результате смерти Узбека государство Ильдегизидов пало.